# USS LST-902
O USS LST-902 foi um navio de guerra norte-americano da classe LST que operou durante a Segunda Guerra Mundial.